# Apogon monospilus
 Apogon monospilus és una espècie de peix de la família dels apogònids i de l'ordre dels perciformes.

## Morfologia
Els mascles poden assolir els 7,8 cm de longitud total.

## Distribució geogràfica
Es troba a les Filipines, Indonèsia, Papua Nova Guinea i Austràlia.